# سياسة كيبك

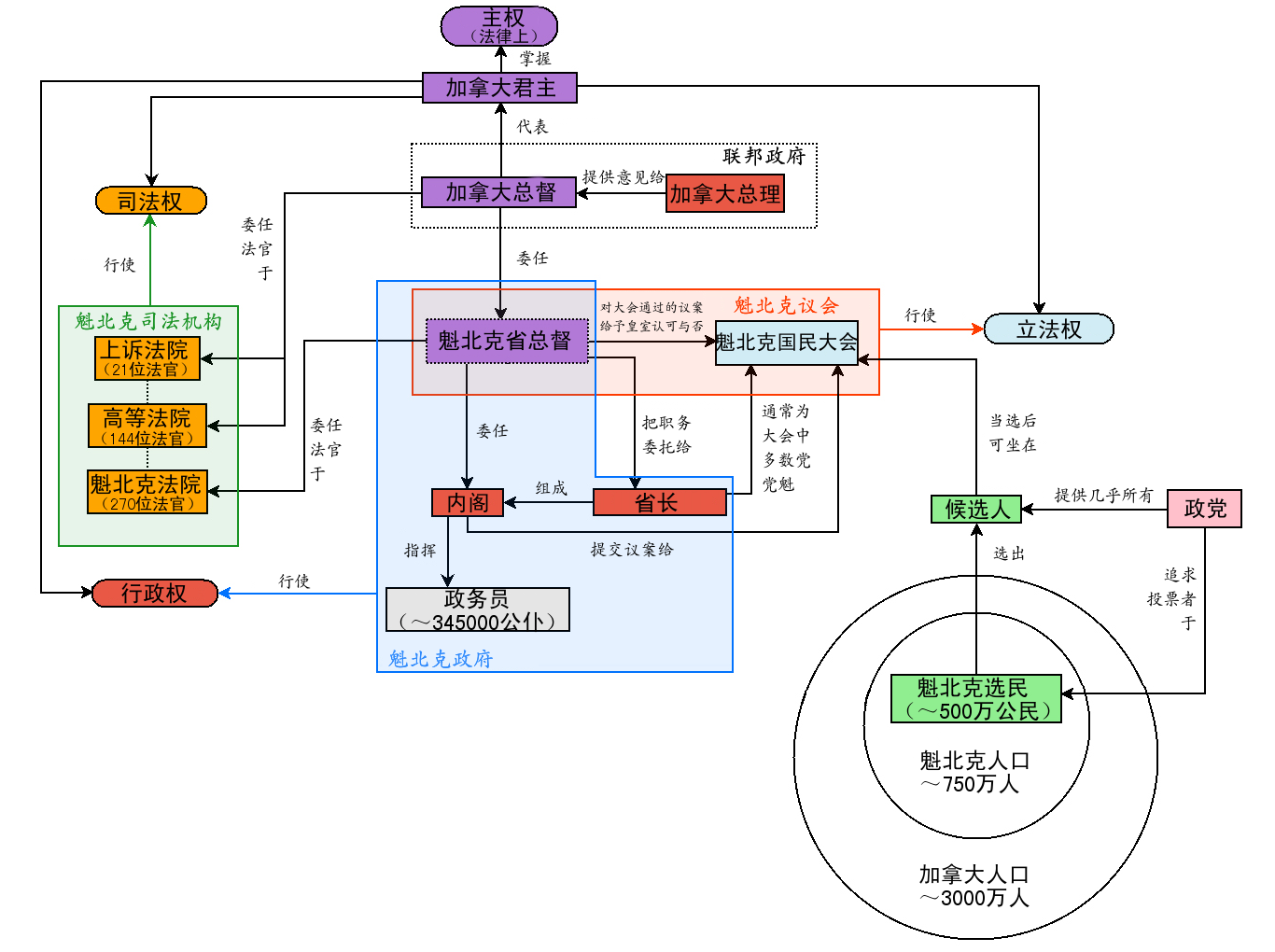

سياسات كيبك تتمركز حول حكومة محلية تشبه حكومات المقاطعات الكندية الأخرى، وتحديدًا الملكية الدستورية والديمقراطية البرلمانية. وعاصمة الإقليم هي مدينة كيبك، حيث نائب الحاكم هو رئيس الوزراء والمسؤول عن السلطة التشريعية وتشكيل الحكومة.
تضم الهيئة أحادية التشريع - الجمعية الوطنية للكيبك - 125 عضوًا. ويتم تشكيل الحكومة بناءً على نموذج الوستمنستر.

## النظام السياسي
طبّقت البرلمانية البريطانية القائمة على نظام الوستمنستر في إقليم كندا السفلى في عام 1791. ويعرض المخطط التالي طريقة تنفيذ النظام السياسي للكيبك منذ الإصلاح الذي تم في عام 1968. وقبل هذا الإصلاح، كان برلمان كيبك ثنائي التمثيل.
نائب الحاكم
- يطلب من رئيس حزب الأغلبية تشكيل الحكومة التي سيتولى رئاستها
- يسن القوانين التي تعمل بها الجمعية الوطنية
- يتمتع بحق الفيتو النظري.

رئيس الوزراء
- يتولى تعيين أعضاء مجلس الوزراء ورؤساء المؤسسات الحكومية
- يحدد تاريخ إجراء الانتخابات العامة المقبلة

أعضاء الجمعية الوطنية (MNAs)
- يتم انتخابهم عبر نظام تصويت الفوز للأكثر أصواتًا
- يبلغ عدد أعضاء الجمعية الوطنية 125 عضوًا، لذا يوجد عضو لكل 45000 ناخب.

## المؤسسات
تعد العديد من المؤسسات السياسية في كيبك من أقدم المؤسسات في أمريكا الشمالية. ويقدم الجزء الأول من هذا المقال المؤسسات السياسية الرئيسية في مجتمع كيبك. في حين يقدم الجزء الأخير السياسات والمسائل الحالية في كيبك.

### برلمان كيبك
يتولى برلمان كيبك السلطة التشريعية. ويتكون من الجمعية الوطنية للكيبك ونائب حاكم كيبك.

#### الجمعية الوطنية للكيبك
تمثل الجمعية الوطنية للكيبك جزءًا من الهيئة التشريعية القائمة على نظام الوستمنستر. ومع ذلك، فإنها تختص ببعض الخصائص، ومن أهمها استخدام اللغة الفرنسية في الأساس في عملها، بالرغم من أن اللغتين الفرنسية والإنجليزية هما اللغتان الرسميتان في الدستور ويتم نشر سجلات المجلس بهاتين اللغتين. وينتخب ممثلو شعب كيبك بطريقة تصويت الفوز للأكثر أصواتًا.
يشكل حزب الأغلبية الحكومة، وهو المسؤول أمام الجمعية الوطنية. ومنذ حل المجلس التشريعي في أواخر عام 1968، تولت الجمعية الوطنية كافة سلطات سن القوانين في الولاية القضائية الإقليمية كما هو منصوص عليه في دستور كندا.